# Поручик Киже (сюита)
«Поручик Киже» — симфоническая сюита композитора С. С. Прокофьева op. 60, созданная на основе музыки к одноимённому советскому фильму режиссёра Александра Файнциммера, вышедшего на экраны в 1934 году. Симфоническая сюита была закончена 8 июля 1934 года, а её премьера состоялась в Москве 21 декабря 1934 года под управлением Прокофьева.

## История

### Предыстория
Важное место в творчестве Сергея Прокофьева занимает его прикладная музыка, в частности написанная для кинофильмов. Всего композитор закончил создание музыкальных произведений к восьми картинам: «Поручик Киже» (1933), «Пиковая дама» (1938), «Александр Невский» (1938), «Лермонтов» (1941), «Тоня» (1942), «Партизаны в степях Украины» (1942) и «Иван Грозный» (1945—1958). Среди этих работ наиболее известными считаются картины поставленные Сергеем Эйзенштейном («Александр Невский», «Иван Грозный») и фильм Александра Файнциммера «Поручик Киже».

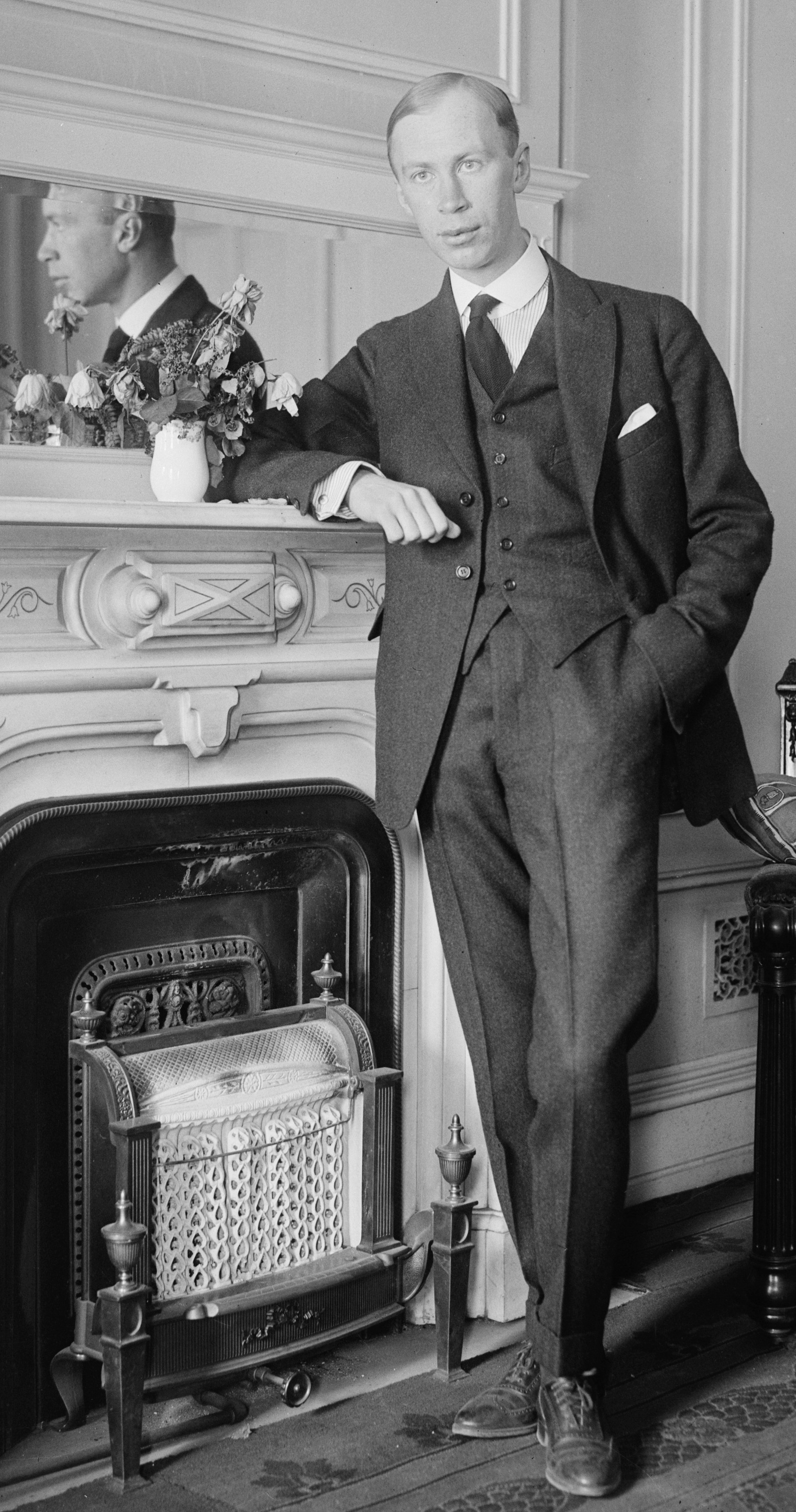
Прокофьев в 1918 году

В 1918 году Прокофьев покинул охваченную Гражданской войной Россию и до 1936 года постоянно проживал за границей, активно гастролируя по Европе и США. В этот период он совершил несколько концертных турне в СССР, где в 1933 году ему поступило предложение написать музыку к советскому фильму и для спектакля Московского Камерного театра «Египетские ночи». Ещё в 1932 году в интервью парижской газете «Pour Vous» композитор признавался, что любит кинематограф и заинтересован в создании музыки к нему, но усматривает в такой работе ряд сложностей: «В целом я не отказался бы работать для кино, но прежде, чем начать, мне хотелось подольше пообщаться с постановщиками фильмов».
Советское предложение поступило от съёмочной группы будущего фильма ленинградской киностудии «Белгоскино» (ныне «Беларусьфильм»), на которой планировалось экранизировать повесть Юрия Тынянова «Поручик Киже». Писатель в 1927 году написал киносценарий для немого фильма действие которого относится к эпохе российского императора Павла I и который предназначался для режиссёра Сергея Юткевича. Речь в нём шла об анекдотичной истории несуществующего офицера, появившегося в официальных документах из-за описки писаря, но тем не менее несколько раз произведённого в новый чин императорским указом. Однако, по этому первоначальному сценарию, фильм поставлен не был. После того как от немого фильма пришлось отказаться Тынянов на основе сценария написал повесть «Подпоручик Киже», и по ней создал новый вариант сценария уже для звукового фильма. После опубликования повести, в устной традиции закрепилось сокращённое название звания «персонажа» — «Поручик Киже», ставшее нарицательным. Звуковой фильм было поручено снимать режиссёру Александру Файнциммеру. По словам режиссёра, в этой картине он стремился создать произведение «в строго реалистическом плане» и, при этом, предпринять попытку снять фильм в новом кинематографическом жанре — трагифарсе. Многие усматривают в картине аллюзию на политические и общественные реалии СССР, но, по мнению, современного биографа композитора Игоря Вишневецкого, вероятно Прокофьев трактовал тему фильма в духе евразийских идей сторонником которых он был. По наблюдению того же автора, видимо композитор усматривал картину как не как сатиру на Сталина и его бюрократический аппарат, но как критику неограниченной для России западнической модели управления, представленной в виде петербургской государственной администрации.

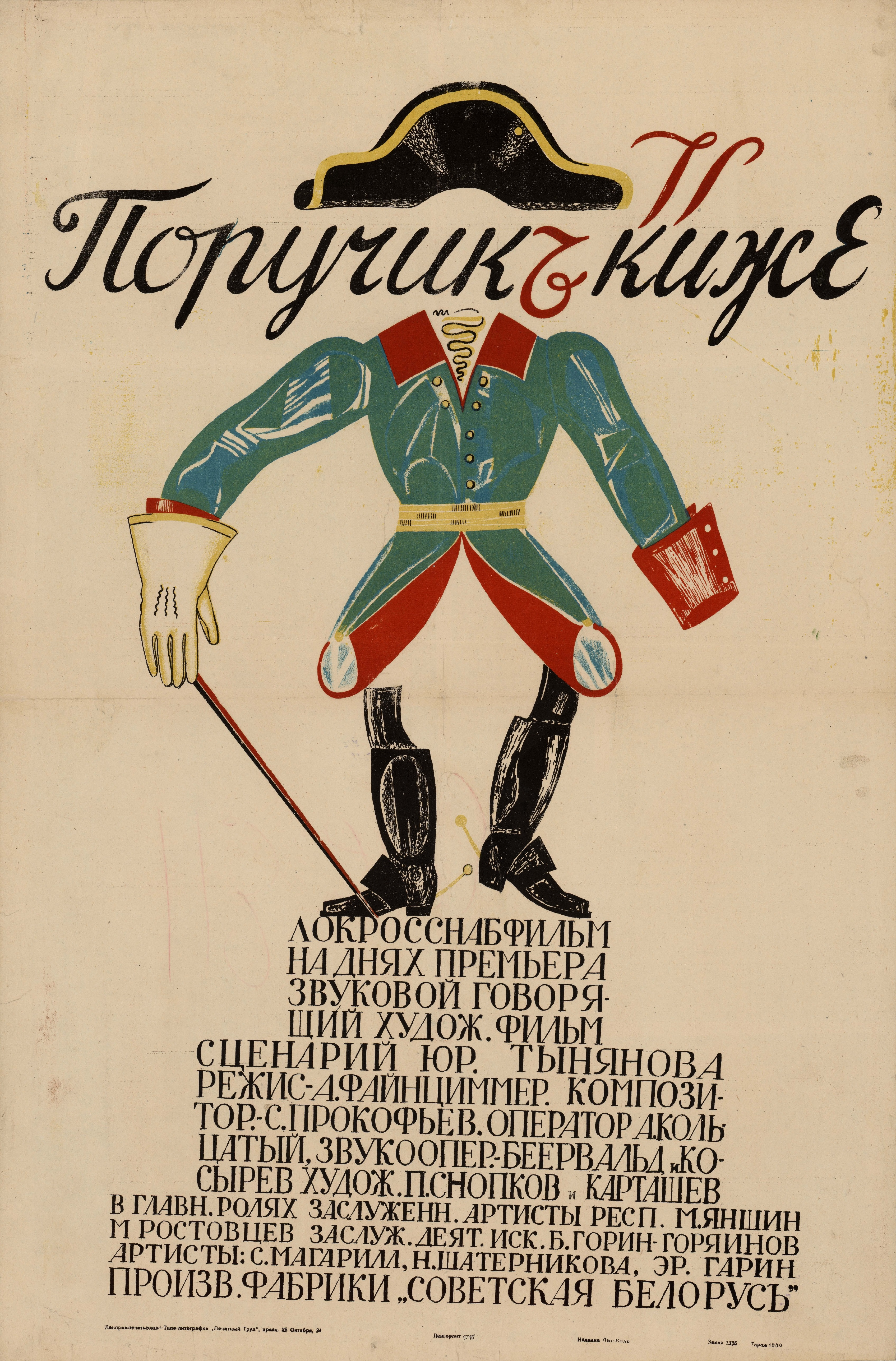
Плакат к фильму «Поручик Киже»

Музыкальное сопровождение по настоянию авторов ленты решили поручить Прокофьеву. При этом руководство «Белгоскино» сомневалось в правильности такого приглашения, так как в начале 1930- х годов композитор в Ленинграде «бывал наездами, и это могло мешать съёмкам». Первоначально Прокофьев также насторожено отнёсся к такому заказу, опасаясь возможных трудностей при появлении музыки на экране, заявив по этому поводу: «Киномузыку я никогда не писал и не знаю, с чем это едят». Однако авторы фильма сумели его переубедить и после шестичасового обсуждения между композитором и руководством съёмочной группы (режиссёр Александр Файнциммер, консультант и автор первоначальных сценариев Григорий Козинцев), композитор заявил, что он согласен, но от него не следует ожидать музыки иллюстративного характера, пояснив: «Мне важна эпоха, внутренний смысл каждого события, характер каждого героя». В целом композитор был обрадован перспективе поработать над музыкой для фильма, о чём писал: «Это открывало возможность для пробы пера если не в советском сюжете, то в музыке для советской аудитории, притом самой широкой».

### Создание
Лето 1933 года композитор проводил на юге Франции, на вилле близ Сен-Мартена. В это время он работал над заказанной музыкой к фильму, «Симфонической песнью» для большого оркестра, черновыми набросками Концерта для виолончели с оркестром ор. 58, а осенью приступил к партитуре музыкального сопровождения для спектакля «Египетские ночи». Вернувшись осенью 1933 года в Ленинград, он с целью более точного совмещения музыки и кино, часто посещает фабрику «Белгоскино», где присутствует на съёмках фильма «Поручик Киже». Уже при работе над этим фильмом он вырабатывает свой индивидуальный метод сочинения киномузыки. По выражению биографа Прокофьева музыковеда Израиля Нестьева, «склонный к предельной конкретности творческих заданий», композитор с готовностью «подгоняет» хронометраж музыкальных номеров к соответствующим кадрам и сценам будущего фильма: «Здесь не обходилось без жестоких споров, но если договоренность была достигнута он писал „с точностью до секунды“». Сам композитор вспоминал, что работал с удовольствием и у него не возникало трудностей подобрать нужную музыкальную стилистику для экранизации повести Тынянова. Про ход создания музыкального сопровождения он писал: «Я ездил в Ленинград на озвучивание фильма. Дирижировал довольно толково Дунаевский. К сожалению, развязка сюжета многократно менялась, запутав и отяжелив фильм». 31 октября 1933 года права на музыку были зарегистрированы композитором во французском «Обществе авторов, композиторов и музыкальных издателей» (фр. Societe des auteurs, compositeurs & editeurs de musique), что он будет делать и в дальнейшем со своими произведениями.
Для Прокофьева характерно, что на основе многих первоначальных замыслов композитор неоднократно создавал несколько музыкальных сочинений, которые после такой переработки занимали достойное место в концертном репертуаре. Материал балетов, опер и музыки к кинофильмам по обыкновению воплощался в симфонических сюитах. При повторном использовании степень изменения исходного материала варьировалась от простой перемены исполнительского состава до глубокой переработки партий и «дописывания» новой музыки. Причиной повторного использования зачастую становился неуспех или «холодный приём» премьерного исполнения, который композитор воспринимал как собственную недоработку качественного в своей основе материала. По поводу создания симфонической сюиты на материале музыки кинофильма Прокофьев писал, что она далась ему сложнее и сочинение заняло больше времени, в связи с тем, что «пришлось искать форму, переоркестровывать, отделывать и даже соединять темы». Симфоническая сюита была закончена 8 июля 1934 года, а её премьера состоялась в Москве 21 декабря 1934 года под управлением Прокофьева.

## Состав оркестра
флейта-пикколо; две флейты; два гобоя; два кларнета; два фагота; тенор саксофон; четыре валторны; корнет-а-пистон; две трубы; три тромбона; туба; большой барабан; малый барабан; треугольник; тарелки; бубен; бубенцы; челеста; фортепиано; арфа; струнные.

## Структура и анализ
Симфоническая сюита получила порядковый номер 60, согласно авторскому каталогу сочинений (полную версию музыки к фильму Прокофьев в этот перечень не включил). Сюита состоит из пяти частей, её исполнение возможно в двух авторских вариантах. Отличия этих версий заключаются в двух номерах: № 2 «Романс» и № 4 «Тройка», исполнение которых возможно не только симфоническим оркестром, но и вокалистом-баритоном. Однако первый вариант исполнения является более распространённым.

### № 1 «Рождение Киже»
В первой части преобладают маршеообразные элементы пародирующие военную муштру, шагистику — она в наибольшей мере связана с взятой за основу киномузыкой. Композиционно она написана в свободной форме близкой к трёхчастной: за экспозицией следует небольшая средняя часть в более медленном темпе (Andante), а заканчивается первый номер сокращённой репризой (Allegro, come prima). Часть начинается с сольной темы в исполнении корнет-а-пистона, которая звучит как-бы отдалённо, «словно внушает мысль о призрачности, полуфантастичности повествования». Затем начинается «забавный, марионеточный марш», его появлению предшествует соло гобоя, исполняющего лейтмотив поручика Киже, проведение которого будет проходить во всех частях сюиты. Тема марша переходит к другим инструментам, его развитие переходит к оркестровому тутти, при этом каждая группа исполняет материал остинатного характера, что видимо призвано передать ощущение паники и бессмысленной беготни в императорском дворце в поисках неизвестного, кричавшего «Караул». В более сдержанном и небольшом среднем разделе на фоне тремоло инструментов струнной группы возникает «мотив часов». В сокращённой репризе проводится тематический материал экспозиции: звучит первая фраза корнет-а-пистона и маршевая тема. В этой части номера композитор искусно использует различные тембральные средства: «тема звучит на фоне тремоло малого барабана и контрабасов, которые флажолетом играют „ля“ второй октавы, а в последней ноте „ре“ на крещендо он добавляет к тембру корнета высокие засурдиненные тремолирующие на той же ноте альты, создающие необычную окраску».

### № 2 «Романс»
Номер в написан сложной трёхчастной форме. Основная тема этой части основана на старинной песне «Воркует сизый голубь», для которой Прокофьев предоставил необязательную партию для баритона. Тема песни разработана с использованием ряда инструментов, прежде чем уступить место второй теме, представленной тенор-саксофоном; это, в свою очередь, заменяется по мере того, как движение подходит к концу, возвращением мелодии «голубя», теперь украшенной пением птиц.

### № 3 «Свадьба Киже»
Композиционно представляет собой сложную трёх-пятичастную форму.

### № 4 «Тройка» Тема
Форма номера куплетная, между куплетами введён изменённый лейтмотив поручика Киже. 

### № 5 «Похороны Киже»
Наиболее сложная и симфонически-развитая часть произведения, где введены и переплетаются основные темы сюиты.
В том же 1934 году композитор обработал для голоса и фортепиано две песни из фильма (соч. 60bis):
- «Стонет сизый голубочек»
- «Тройка»

## В культуре
Когда фильм сошёл с экранов, сюита продолжала успешно исполняться и завоевала большую известность. Яркая, образная музыка Прокофьева впоследствии неоднократно привлекала внимание деятелей культуры. В январе 1942 года в Бостоне прошла премьера балета «Русский солдат» в пяти сценах с прологом, поставленный Михаилом Фокиным по собственному либретто, ставший для него последней законченной постановкой. В этом «патриотическом балете» русский балетмейстер отказался от сатирической составляющей, что пояснил в специальном предуведомлении следующим образом: «Не сатиру услыхал автор балета, знакомясь этой сюитой, а отражение в народной самых разнообразных переживаний… крестьянской дух». Первоначальное посвящение «всем страждущим воинам» Фокин, следящий из США за событиями на советском фронте, сменил на другое — «храбрым русским солдатам второй мировой войны». В декабре 1963 года на сцене Большого театра прошёл первый показ одноактного балета в постановке Ольги Тарасовой и Александра Лапаури на музыку из сюиты «Поручик Киже» и балета «Стальной скок» Прокофьева. Эта постановка была приурочена к десятилетней годовщине со дня смерти композитора. В 1969 году на Центральном телевидении была осуществлена экранизация балета с участием артистов Большого театра (режиссёр-постановщик Михаил Григорьев, творческое объединение «Экран»).
Фрагменты из сюиты использовали режиссёры Рональд Ним в фильме «Устами художника» (1958), Вуди Аллен в «Любовь и смерть» (1975), Уэс Андерсон в мультфильме «Остров собак» (2018), Стинг в песне «Russians» своего первого альбома «Dream of the Blue Turtles» (1985), компания «СТВ» (звучит в момент демонстрации логотипа компании) и многие другие.

## Записи
| Год  | Оркестр                                 | Дирижёр        | Лейбл звукозаписи и каталожный номер | Примечание |
| ---- | --------------------------------------- | -------------- | ------------------------------------ | ---------- |
| 1951 | Венский симфонический оркестр           | Герман Шерхен  | Westminster, WL 5091                 |            |
| 1955 | Национальный оркестр Французского радио | Яша Горенштейн | Vox, PL 9180                         |            |
| 1996 | Королевский филармонический оркестр     | Юрий Симонов   | RPO Records, 204496-201              |            |